# Лабиринт (альбом Григория Лепса)
«Лабиринт» — седьмой студийный альбом Григория Лепса, вышедший в свет в мае 2006 года. К песням «Лабиринт», «Вьюга» и «Она» были сняты видеоклипы. В интернете также есть неофициальный клип на песню «Рок-н-ролл».

## Список композиций
1. «Лабиринт» — А. Мисин / К. Кавалерян
2. «Вьюга» — Ф. Писарев / Е. Захаров
3. «Чёрный дождь» — Г. Лепс / К. Арсенев
4. «Дом» — Г. Лепс / К. Арсенев
5. «Здесь» — Ф. Писарев / Е. Захаров
6. «Нет, нет, нет» — К. Шустарев
7. «Рок-н-ролл» — Г. Лепс / К. Арсенев
8. «Разные люди» — Guy Berryman, John Buckland, Will Champion, Chris Martin / К. Арсенев
9. «Она» — А. Мисин / К. Кавалерян

## DVD

### Видеоклипы
1. «Вьюга»
2. «Лабиринт»
3. «Она»

- Фотогалерея

## Интересные факты
- Музыка для песни «Разные люди» куплена у группы Coldplay (The Scientist)[источник не указан 4049 дней].
- Песня «Она» имеет 2 версии. В одной из версий строчка «Она — мой кокаин, мой героин и даже больше» заменена на «Мы с ней один на один, и отступать уже невозможно».